# 러몬 모리스

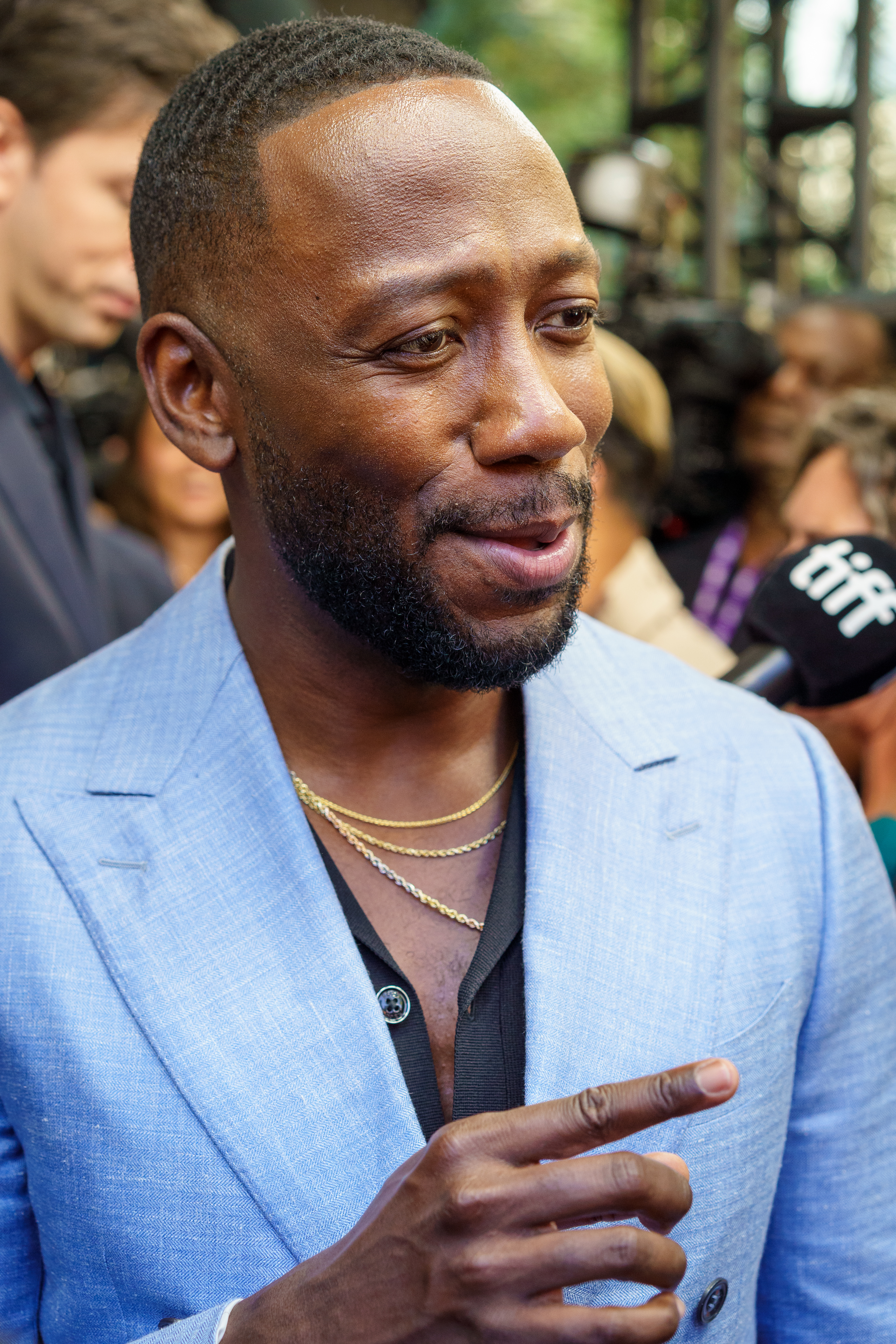
2024년 토론토 영화제에서

러몬 모리스(영어: Lamorne Morris, 1980년 8월 14일 ~ )는 미국의 배우이다. 시카고에서 출생했다.

## 출연 작품

### 영화
- April Fools (2007)
- Dear Secret Santa (2013)
- 섹스 에드 (2014, Sex Ed)
- 우리 동네 이발소에 무슨 일이 3 (2016)
- 샌디 웩슬러 (2017) - 블링 역
- 게임 나이트 (2018)
- 쥬만지: 넥스트 레벨 (2019)
- 예스터데이 (2019)
- 데스페라도스 (2020) - 숀 역

### 텔레비전
- 뉴 걸 (2011-18) - 윈스턴 역